# Manoir des Fossés (Haramont)
Pour les articles homonymes, voir Manoir des Fossés.
Le manoir des Fossés est un manoir situé à Haramont, en France.

## Localisation
Le manoir est situé sur la commune d'Haramont, dans le département de l'Aisne.

## Historique
Le monument est inscrit au titre des monuments historiques en 2003.